# H
 Ovo je glavno značenje pojma H. Za registracijsku oznaku Mađarske pogledajte H (registracijska oznaka).
H je 12. slovo hrvatske abecede. Označava bezvučni velarni frikativni suglasnik. Također je:
- u glazbi oznaka za ton h
- u fizici oznaka za Planckovu konstantu (h) ili mjernu jedinicu za vrijeme 1 h = 1 sat
- u kemiji simbol vodika
- u SI sustavu oznaka za henri (H), jedinicu induktiviteta i prefiks hekto (h, 102)
- međunarodna automobilska oznaka za Mađarsku

## Povijest
Razvoj slova „H” moguće je pratiti tijekom povijesti:
| Proto-semitsko H | Feničko het | Grčko (h)eta | Etruščansko H · Etruščansko H | Rimsko H |
| Proto-semitsko H | Feničko het | Grčko (h)eta | Etruščansko H                 | Rimsko H |